# Stictoptera vitiensis
Stictoptera vitiensis là một loài bướm đêm trong họ Noctuidae.